# Run to You (Whitney Houston)
Run to You è il quarto singolo estratto dalla colonna sonora del film Guardia del corpo, ed è eseguito dalla cantante statunitense Whitney Houston. La canzone è stata scritta da Jud Friedman e Allan Rich.
Nel video della canzone figurano scene dal film (come tutti i precedenti video della Houston tratti dalla colonna sonora del film), alternati a sequenze della Houston che corre incontro al suo compagno.
Run to You ebbe una nomination al premio Oscar per la migliore canzone del 1993.

## Tracce
1. Run to You
2. After We Make Love
3. For The Love Of You
4. I Belong To You
5. Greatest Love Of All

## Classifiche
| Classifica (1993) | Posizione massima |
| ----------------- | ----------------- |
| ARC Weekly Top 40 | 9                 |
| Australia         | 72                |
| Regno Unito       | 15                |
| Stati Uniti       | 31                |